# Saint-Jean-le-Vieux, Ain

Saint-Jean-le-Vieux este o comună în departamentul Ain din estul Franței.